# Sudirman Cup 2003
Der Sudirman Cup 2003, die Weltmeisterschaft für gemischte Mannschaften im Badminton, fand vom 18. bis 23. März 2003 in Eindhoven statt. Südkorea gewann in dieser achten Auflage des Championats gegen China im Finale mit 3:1.

## Ergebnisse

### Gruppe 1

#### Subgruppe 1A
| Team 1              | Team 2   | Ergebnis |
| ------------------- | -------- | -------- |
| Südkorea            | Schweden | 5-0      |
| Volksrepublik China | Schweden | 5-0      |
| Volksrepublik China | Südkorea | 3-2      |

#### Subgruppe 1B
| Team 1     | Team 2     | Ergebnis |
| ---------- | ---------- | -------- |
| Dänemark   | England    | 4-1      |
| Indonesien | England    | 3-2      |
| Dänemark   | Indonesien | 4-1      |

#### Relegation
| Team 1  | Team 2   | Ergebnis |
| ------- | -------- | -------- |
| England | Schweden | 3-0      |

#### Halbfinale
| Team 1              | Team 2     | Ergebnis |
| ------------------- | ---------- | -------- |
| Volksrepublik China | Indonesien | 3-1      |
| Südkorea            | Dänemark   | 3-2      |

### Gruppe 2

#### Subgruppe 2A
| Team 1      | Team 2      | Ergebnis |
| ----------- | ----------- | -------- |
| Hongkong    | Niederlande | 3-2      |
| Hongkong    | Deutschland | 3-2      |
| Hongkong    | Ukraine     | 4-1      |
| Niederlande | Deutschland | 4-1      |
| Niederlande | Ukraine     | 5-0      |
| Deutschland | Ukraine     | 5-0      |

#### Subgruppe 2B
| Team 1            | Team 2            | Ergebnis |
| ----------------- | ----------------- | -------- |
| Malaysia          | Japan             | 3-2      |
| Malaysia          | Chinesisch Taipeh | 3-2      |
| Malaysia          | Schottland        | 5-0      |
| Japan             | Chinesisch Taipeh | 4-1      |
| Japan             | Schottland        | 5-0      |
| Chinesisch Taipeh | Schottland        | 5-0      |

#### Play-offs
| Team 1            | Team 2      | Ergebnis | Bemerkung |
| ----------------- | ----------- | -------- | --------- |
| Hongkong          | Malaysia    | 3-2      | 7.–8.     |
| Japan             | Niederlande | 3-0      | 9.–10.    |
| Chinesisch Taipeh | Deutschland | 3-2      | 11.–12.   |
| Ukraine           | Schottland  | 3-0      | 13.–14.   |

### Gruppe 3

#### Subgruppe 3A
| Team 1    | Team 2     | Ergebnis |
| --------- | ---------- | -------- |
| Indien    | Bulgarien  | 3-2      |
| Indien    | Wales      | 4-1      |
| Indien    | Österreich | 4-1      |
| Bulgarien | Wales      | 3-2      |
| Bulgarien | Österreich | 4-1      |
| Wales     | Österreich | 5-0      |

#### Subgruppe 3B
| Team 1             | Team 2             | Ergebnis |
| ------------------ | ------------------ | -------- |
| Russland           | Finnland           | 4-1      |
| Russland           | Vereinigte Staaten | 4-1      |
| Russland           | Norwegen           | 5-0      |
| Finnland           | Vereinigte Staaten | 3-2      |
| Finnland           | Norwegen           | 5-0      |
| Vereinigte Staaten | Norwegen           | 5-0      |

#### Play-offs
| Team 1     | Team 2             | Ergebnis | Bemerkung |
| ---------- | ------------------ | -------- | --------- |
| Russland   | Indien             | 3-2      | 15.–16.   |
| Finnland   | Bulgarien          | 3-1      | 17.–18.   |
| Wales      | Vereinigte Staaten | 3-2      | 19.–20.   |
| Österreich | Norwegen           | 3-0      | 21.–22.   |

### Gruppe 4

#### Subgruppe 4A
| Team 1  | Team 2  | Ergebnis |
| ------- | ------- | -------- |
| Polen   | Spanien | 5-0      |
| Polen   | Schweiz | 5-0      |
| Polen   | Belgien | 5-0      |
| Spanien | Schweiz | 3-2      |
| Spanien | Belgien | 3-2      |
| Schweiz | Belgien | 3-2      |

#### Subgruppe 4B
| Team 1     | Team 2     | Ergebnis |
| ---------- | ---------- | -------- |
| Frankreich | Australien | 3-2      |
| Frankreich | Island     | 3-2      |
| Frankreich | Tschechien | 4-1      |
| Australien | Island     | 3-2      |
| Australien | Tschechien | 4-1      |
| Island     | Tschechien | 3-2      |

#### Play-offs
| Team 1  | Team 2     | Ergebnis | Bemerkung |
| ------- | ---------- | -------- | --------- |
| Polen   | Frankreich | 3-1      | 23.–24.   |
| Spanien | Australien | 3-2      | 25.–26.   |
| Island  | Schweiz    | 3-0      | 27.–28.   |
| Belgien | Tschechien | 3-1      | 29.–30.   |

### Gruppe 5

#### Subgruppe 5A
| Team 1    | Team 2    | Ergebnis |
| --------- | --------- | -------- |
| Slowenien | Südafrika | 4-1      |
| Slowenien | Estland   | 3-2      |
| Slowenien | Israel    | 5-0      |
| Südafrika | Estland   | 3-2      |
| Südafrika | Israel    | 4-1      |
| Estland   | Israel    | 4-1      |

#### Subgruppe 5B
| Team 1     | Team 2     | Ergebnis |
| ---------- | ---------- | -------- |
| Portugal   | Kasachstan | 4-1      |
| Portugal   | Peru       | 4-1      |
| Portugal   | Slowakei   | 4-1      |
| Kasachstan | Peru       | 3-2      |
| Kasachstan | Slowakei   | 3-2      |
| Peru       | Slowakei   | 3-2      |

#### Play-offs
| Team 1     | Team 2    | Ergebnis | Bemerkung |
| ---------- | --------- | -------- | --------- |
| Portugal   | Slowenien | 3-1      | 31.–32.   |
| Kasachstan | Belgien   | 3-1      | 33.–34.   |
| Peru       | Estland   | 3-0      | 35.–36.   |
| Slowakei   | Israel    | 3-0      | 37.–38.   |

### Gruppe 6

#### Subgruppe 6A
| Team 1       | Team 2       | Ergebnis |
| ------------ | ------------ | -------- |
| Ungarn       | Zypern       | 3-2      |
| Ungarn       | Griechenland | 4-1      |
| Ungarn       | Lettland     | 5-0      |
| Zypern       | Griechenland | 3-2      |
| Zypern       | Lettland     | 5-0      |
| Griechenland | Lettland     | 5-0      |

#### Subgruppe 6B
| Team 1    | Team 2    | Ergebnis |
| --------- | --------- | -------- |
| Litauen   | Luxemburg | 3-2      |
| Litauen   | Grönland  | 5-0      |
| Litauen   | Gibraltar | 5-0      |
| Luxemburg | Grönland  | 3-2      |
| Luxemburg | Gibraltar | 5-0      |
| Grönland  | Gibraltar | 5-0      |

#### Play-offs
| Team 1       | Team 2    | Ergebnis | Bemerkung |
| ------------ | --------- | -------- | --------- |
| Ungarn       | Litauen   | 3-2      | 39.–40.   |
| Zypern       | Luxemburg | 3-2      | 41.–42.   |
| Griechenland | Grönland  | 3-1      | 43.–44.   |
| Lettland     | Gibraltar | 3-1      | 45.–46.   |

### Gruppe 7
| Team 1   | Team 2   | Ergebnis |
| -------- | -------- | -------- |
| Jamaika  | Türkei   | 3-2      |
| Jamaika  | Suriname | 5-0      |
| Jamaika  | Färöer   | 5-0      |
| Türkei   | Suriname | 3-2      |
| Türkei   | Färöer   | 4-1      |
| Suriname | Färöer   | 3-2      |

## Endstand
| Pos. | Land       |
| ---- | ---------- |
| 1    | Südkorea   |
| 2    | China      |
| 3    | Dänemark   |
|      | Indonesien |
| 5    | England    |
| 6    | Schweden   |

| Pos. | Land        |
| ---- | ----------- |
| 7    | Hongkong    |
| 8    | Malaysia    |
| 9    | Japan       |
| 10   | Niederlande |
| 11   | Taiwan      |
| 12   | Deutschland |
| 13   | Ukraine     |
| 14   | Schottland  |

| Pos. | Land       |
| ---- | ---------- |
| 15   | Russland   |
| 16   | Indien     |
| 17   | Finnland   |
| 18   | Bulgarien  |
| 19   | Wales      |
| 20   | USA        |
| 21   | Österreich |
| 22   | Norwegen   |

| Pos. | Land       |
| ---- | ---------- |
| 23   | Polen      |
| 24   | Frankreich |
| 25   | Spanien    |
| 26   | Australien |
| 27   | Island     |
| 28   | Schweiz    |
| 29   | Belgien    |
| 30   | Tschechien |

| Pos. | Land       |
| ---- | ---------- |
| 31   | Portugal   |
| 32   | Slowenien  |
| 33   | Kasachstan |
| 34   | Südafrika  |
| 35   | Peru       |
| 36   | Estland    |
| 37   | Slowenien  |
| 38   | Israel     |

| Pos. | Land         |
| ---- | ------------ |
| 39   | Ungarn       |
| 40   | Litauen      |
| 41   | Zypern       |
| 42   | Luxemburg    |
| 43   | Griechenland |
| 44   | Grönland     |
| 45   | Lettland     |
| 46   | Gibraltar    |

| Pos. | Land     |
| ---- | -------- |
| 47   | Jamaika  |
| 48   | Türkei   |
| 49   | Suriname |
| 50   | Färöer   |